# یواس‌اس گلاسگو (۱۸۶۳)
یواس‌اس گلاسگو (۱۸۶۳) (به انگلیسی: USS Glasgow (1863)) یک کشتی بود که طول آن not known بود.